# Tony Ronaldson
Tony Ronaldson, né le 25 mai 1972 à Adélaïde, en Australie, est un joueur australien de basket-ball, évoluant au poste d'ailier fort.

## Carrière

### Palmarès
- Champion d'Océanie 2003